# Escola cirenaica

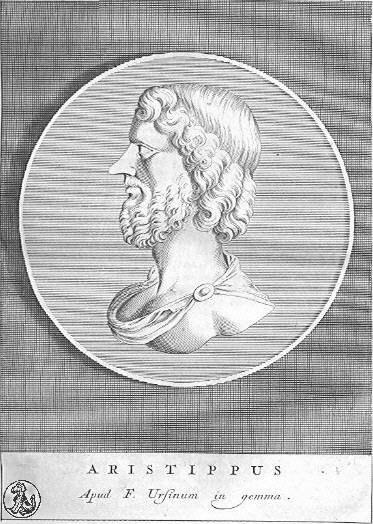
Aristipo de Cirene

A escola cirenaica de filosofia, assim denominada devido à cidade de Cirene na qual foi fundada, floresceu entre 400 a.C. e 300 a.C., e tinha como a sua característica distintiva principal o hedonismo, ou a doutrina de que o prazer é o bem supremo. É geralmente afirmado que as suas doutrinas são derivadas de Sócrates e de Protágoras. De Sócrates, pela perversão da doutrina que a felicidade é o bem supremo, e de Protágoras, pela sua teoria relativista do conhecimento.
Aristipo de Cirene foi o fundador da escola, e contava entre os seus seguidores a sua filha, Arete, e o seu neto Aristipo, o Jovem. Os cirenaicos começaram o seu questionamento filosófico concordando com Protágoras de que todo o conhecimento é relativo. A partir desta premissa, afirmavam que apenas se poderia conhecer os nossos sentimentos ou as impressões que as coisas produzem sobre nós. Transferindo esta teoria do conhecimento para a discussão do problema da conduta, e assumindo a doutrina socrática de que o objectivo principal da conduta é a felicidade, concluíram que a felicidade é adquirida pela produção de sensações que dão prazer e pelo evitar de sensações que causam dor.
O prazer, portanto, é o objectivo principal na vida. O homem bom é aquele que obtém ou luta por obter o máximo de prazer e o mínimo de dor. A virtude não é um bem por ela própria: é apenas boa como um meio de obter prazer.